# Caconemobius nihoensis
Caconemobius nihoensis är en insektsart som beskrevs av Otte, D. 1994. Caconemobius nihoensis ingår i släktet Caconemobius och familjen syrsor. Inga underarter finns listade i Catalogue of Life.